# Allotinus strigatus
Allotinus strigatus är en fjärilsart som beskrevs av Dudley Moulton 1911. Allotinus strigatus ingår i släktet Allotinus och familjen juvelvingar. Inga underarter finns listade i Catalogue of Life.